# Kvrgavi bor
Kvrgavi bor (Pinus attenuata, zvan i Pinus tuberculata), drvo je koje raste u blagoj klimi na siromašnim tlima. Nalazi se od planina južnog Oregona do Donje Kalifornije s najvećom koncentracijom u sjevernoj Kaliforniji i oregonsko-kalifornijskoj granici.

## Opis
Krošnja Pinus attenuata obično je stožasta s ravnim deblom. Dostiže visinu od 8–24 metara.  Međutim, na posebno siromašnim mjestima može rasti u obliku grma. Preferira suha stjenovita planinska tla. Kora je u mladosti glatka, pahuljasta i sivosmeđa, postaje tamno sivo-crveno-smeđa i plitko izbrazdana u ravne ljuskave grebene. Grančice su crveno-smeđe i često smolaste.
Listovi su u svežnjevima od tri, iglastog oblika, žuto-zeleni, uvijeni i dugi 9-15 cm. Češeri su dugački 8–16 cm, u grupama od tri do šest na granama. Ljuske završavaju kratkim jakim bodljama. Češeri ostaju zatvoreni dugi niz godina dok ih vatra ne otvori i omogući klijanje. Kao rezultat toga, češeri se čak mogu ugraditi u deblo kako drvo raste.
- Borove iglice
- muški češeri
- Češeri
- Češer
- Biljka
- Stanište

## Ekologija
Pinus attenuata tvori gotovo čiste sastojine, no na obali može hibridizirati s biskupskim borom (Pinus muricata) i kalifornijskim borom (Pinus radiata).
U zapadnom podnožju Sierre Nevade, čvornov bor često je dominantan plavom hrastu (Quercus douglasii).

## Daljnje čitanje
- Conifer Specialist Group. 1998. Pinus attenuata. IUCN Red List of Threatened Species. 1998. Pristupljeno 12. svibnja 2006.
- eNature Field Guides (2007) Knobcone Pine
- Earle, Christopher J., ur. 2018. Pinus attenuata. The Gymnosperm Database
- C. Michael Hogan (2008) Blue Oak: Quercus douglasii, GlobalTwitcher.com, ed. Nicklas Stromberg
- Elna S. Bakker (1971). An island called California. University of California press (1972). ISBN 0-520-02159-2

## Vanjske poveznice
- Jepson Manual treatment
- USDA Plants Profile: Pinus attenuata
- Virginia Tech Dendrology - Knobcone Pine
- Pinus attenuata, baza podataka s fotografijama "CalPhotos", University of California, Berkeley